# 백지묵서 묘법연화경 (국보 제211호)
백지묵서묘법연화경(白紙墨書妙法蓮華經)은 서울특별시 관악구, 호림박물관에 있는 고려시대의 불경이다.
1984년 5월 30일 대한민국의 국보 제211호 백지묵서묘법연화경 권제1~7(白紙墨書妙法蓮華經 卷第一∼七)으로 지정되었다가, 2010년 8월 25일 현재의 명칭으로 변경되었다.

## 개요
묘법연화경은 줄여서 ‘법화경’이라고 부르기도 하는데, 우리나라 천태종의 근본경전으로 부처가 되는 길이 누구에게나 열려 있음을 기본사상으로 하고 있다. 화엄경과 함께 우리나라 불교사상의 확립에 크게 영향을 미쳤으며, 삼국시대이래 가장 많이 유통된 불교경전이다.
이 책은 후진의 구마라습이 번역한『법화경』 7권을, 고려 우왕 3년(1377)에 하덕란이 죽은 어머니의 명복과 아버지의 장수를 빌기 위해 정성들여 옮겨 쓴 것이다. 하얀 닥종이에 먹으로 썼으며, 각 권은 병풍처럼 펼쳐서 볼 수 있는 형태로 되어 있다. 접었을 때의 크기는 세로 31.8 cm, 가로 10.9cm이다.
각 권의 표지에는 금·은색의 화려한 꽃무늬가 장식되었고, 금색으로 제목이 쓰여져 있다. 또한 각 권의 첫머리에는 책의 내용을 요약하여 묘사한 변상도(變相圖)가 금색으로 세밀하게 그려져 있다. 책 끝부분에 있는 일본인이 쓴 기록을 통해, 세종 25년(1443)에 일본으로 유출되었으며, 선조 38년(1605)에는 광대원(廣大院)에 소장되었음을 알 수 있다.
이 책은 책을 쓰게 된 경위를 적은 글과 변상도를 모두 갖추고 있고, 보존상태도 양호할 뿐만 아니라 일본에서 되찾아온 문화유산이라는 점에서 귀중한 자료로 평가된다.

## 같이 보기
- 호림박물관

## 참고 자료
- 백지묵서 묘법연화경 - 국가유산청 국가유산포털